# 陈学山
陈学山，江西建昌（今江西永修）人，清朝政治人物。

## 生平
陈学山曾于1735年接替张钧任金山县知县一职，1735年由王道接任。